# Jacques Nompar de Caumont

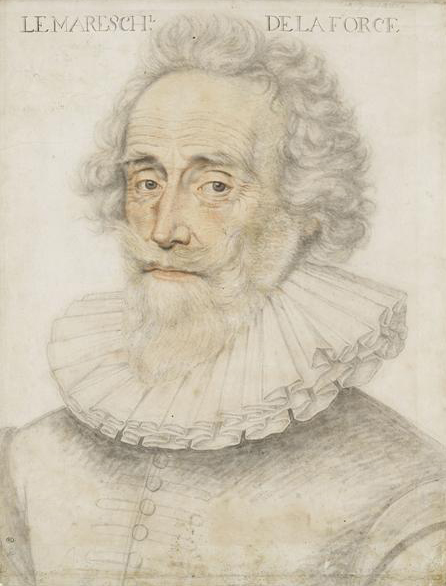
Retrato de Jacques Nompar de Caumont por Daniel Dumonstier, Louvre.

Jacques Nompar de Caumont, señor, marqués y más tarde I duque de La Force, par de Francia, nacido el 30 de octubre de 1558 y fallecido el 10 de mayo de 1652 en el castillo de La Force en el Périgord, fue un caballero gascón, gobernador del Bearne y virrey de Navarra con Enrique IV, mariscal de Francia con Luis XIII y memorialista francés.

## Biografía

### Primeros años: la matanza de San Bartolomé
Con su padre, su hermano mayor y otros miembros de su familia viajó a París en 1572 para asistir a la boda de Enrique de Navarra con Margarita de Valois. La familia, de religión protestante, figuraba entre quienes debían ser eliminados durante la matanza de San Bartolomé. Él mismo dio cuenta de los sucesos. Habiéndose establecido en Saint-Germain-des-Pres, el tiempo que tardaron los soldados en llegar al faubourg resultó suficiente para que los protestantes, advertidos, pudiesen escapar en su mayor parte, entre ellos Gabriel I de Montgomery, el mismo que había herido mortalmente a Enrique II de Francia, y su tío Geoffroy de Caumont. Su padre, sin embargo, no quiso huir, por estar enfermo el hermano mayor. No fueron asesinados la noche de la masacre, del 23 al 24 de agosto, sino unos días después, por una tropa mandada por el conde de Coconat. Jacques se libró fingiéndose muerto entre los cuerpos de su padre y de su hermano mayor. Cubierto de sangre fue salvado por un jugador de pelota que lo llevó a casa de su tía, casada con el mariscal de Biron, un católico moderado, que lo escondió en el Arsenal.

### Carrera política y militar
Nompar de Caumont tomó partido por Enrique de Navarra, el futuro Enrique IV, y a su servicio y bajo su protección se inició en la carrera militar. De 1590 a 1593 participó en los asedios de París, Chartres y Ruan, siempre al servicio de Enrique IV, que por su lealtad lo recompensó designándole en 1593 gobernador y teniente-general del Bearne y de Navarra. Su gobierno fue motivo de intranquilidad para la corte española, particularmente en tres momentos: en 1602-1603, al implicarse en los preparativos para un levantamiento morisco en Aragón, en el que participaría Alfonso López, un supuesto descendiente de los abencerrajes de Granada; en 1611, cuando unos incidentes a cuenta de los habituales robos de ganado transfronterizos fueron presentados por la corte de Madrid a la regente María de Médici como provocaciones de un hugonote exaltado, y en 1616, momento en que tras negarse a obedecer a María de Médici fue destituido por esta, que nombró en su lugar a su rival Antoine de Gramont. Sin embargo, el Consejo de Estado recomendó en esta ocasión a Felipe III mantenerse neutral, desconfiando de que un apoyo decidido a María de Médici no se fuese a volver a la larga en contra de los intereses españoles y, tras la paz de Loudun entre la regente y Condé, el duque de La Force recuperó su gobierno.
El asesinato de Enrique IV el 14 de mayo de 1610 —a quien La Force acompañaba en su carroza en el momento del atentado— puso fin al régimen de tolerancia religiosa que se había establecido en Francia en 1598, tras las guerras de religión. Al estallar la primera rebelión hugonote La Force asumió en 1621 la defensa de Montauban, asediada por Luis XIII, pero un año más tarde rindió sin lucha Sainte-Foy-la-Grande a cambio de una compensación económica por su gobierno del Bearne y el bastón de mariscal. Gran servidor de la Corona francesa desde ese momento, en 1637 obtuvo el ducado de La Force y la dignidad de par de Francia. Murió con 94 años el 10 de mayo de 1652. Sus memorias, acompañadas de las de sus hijos Armand de Caumont, duque de La Force y Henri Nompar de Caumont fueron publicadas en 1843, en cuatro volúmenes.